# Unión Sporting Club
|  | No s'ha de confondre amb Unión Sport Club. |

El Unión Sporting Club fou un club de futbol gallec de la ciutat de Vigo.
El club va ser fundat el 1922 com a resultat de la fusió de Comercial Football Club i Victoria Sport Club. El seu major èxit arriba la temporada 1933-34, en la qual guanyà a Tercera Divisió i juga a Segona la temporada 1935-36. El club desaparegué el 1937.

## Temporades
| Temporada | Divisió    | Posició | Copa del Rei |
| --------- | ---------- | ------- | ------------ |
| 1932/33   | 3a Divisió | 2n      |              |
| 1933/34   | 3a Divisió | 1r      |              |
| 1934/35   | Regional   | 4t      |              |
| 1935/36   | 2a Divisió | 8è      |              |
| 1936/37   | Regional   | N/A     |              |

## Palmarès
- Tercera Divisió espanyola: 1933/34
- Campionat de Galicia: 1934/35